# Onafhankelijkheid van Mozambique

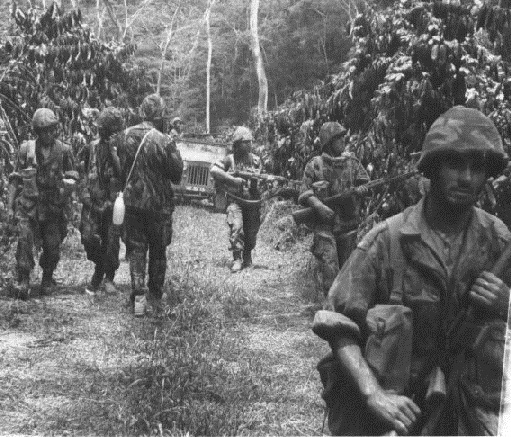
Portugese soldaten tijdens de Mozambikaanse onafhankelijkheidsstrijd

De onafhankelijkheid van Mozambique is het eigenlijke ontstaan van het land Mozambique. De onafhankelijkheid werd uitgeroepen op 25 juni 1975, na een onafhankelijkheidsstrijd die meer dan 10 jaar duurde.

## Onafhankelijkheidsstrijd

### Voorafgaande Portugese periode
Na de ontdekking van het land door Vasco da Gama in 1498 werd Mozambique een kolonie van Portugal. Na de Tweede Wereldoorlog hernoemde de Portugese regering onder leiding van António de Oliveira Salazar alle buitenlandse Portugese bezittingen als overzeese provincies. De regering gaf tevens toestemming voor emigratie van Portugezen naar Mozambique. In 1973 woonden 300.000 Portugezen in Mozambique. Dit verklaart waarom tot op heden Portugees wordt gesproken in het land.

### Ontstaan onafhankelijkheidsbeweging
Onder invloed van onafhankelijkheidsbewegingen in verscheidene andere Afrikaanse landen in die periode, richtten verschillende antikoloniale bevrijdingsbewegingen (waaronder het UDE-NAMO) in 1962 een nieuwe beweging op, onder de naam FRELIMO (Frente de Libertação de Moçambique, vertaald Bevrijdingsfront van Mozambique). Dit bevrijdingsfront keerde zich tegen de Portugese overheersing. 

### Gewapende strijd
In 1963 werd het hoofdkwartier van FRELIMO in Dar es Salaam (Tanzania) gevestigd, van waaruit men gewapende campagne tegen het Portugese koloniale bewind startte. Reeds in 1964 werd de controle over het noorden van het land verworven. De beweging ontving de steun van de westerse wereld en de Sovjet-Unie. 
In 1969 vond een radicalisering binnen de beweging plaats. In de jaren 70 groeide het aantal FRELIMO-strijders uit tot zowat 7000 mannen en vrouwen. Dankzij hun guerrillatechnieken bleef FRELIMO het noorden en later het midden van het land controleren, dit ondanks de 60.000 Portugese militairen die in Mozambique aanwezig waren om hen te bestrijden.

### Onderhandelingen
In 1974, na de Anjerrevolutie in Portugal waarbij premier Marcello Caetano werd afgezet, begonnen de nieuwe Portugese machthebbers te onderhandelen met FRELIMO over de onafhankelijkheid. Op 20 september 1974 verwierf Mozambique reeds verregaande autonomie.

## Uitroepen van de onafhankelijkheid

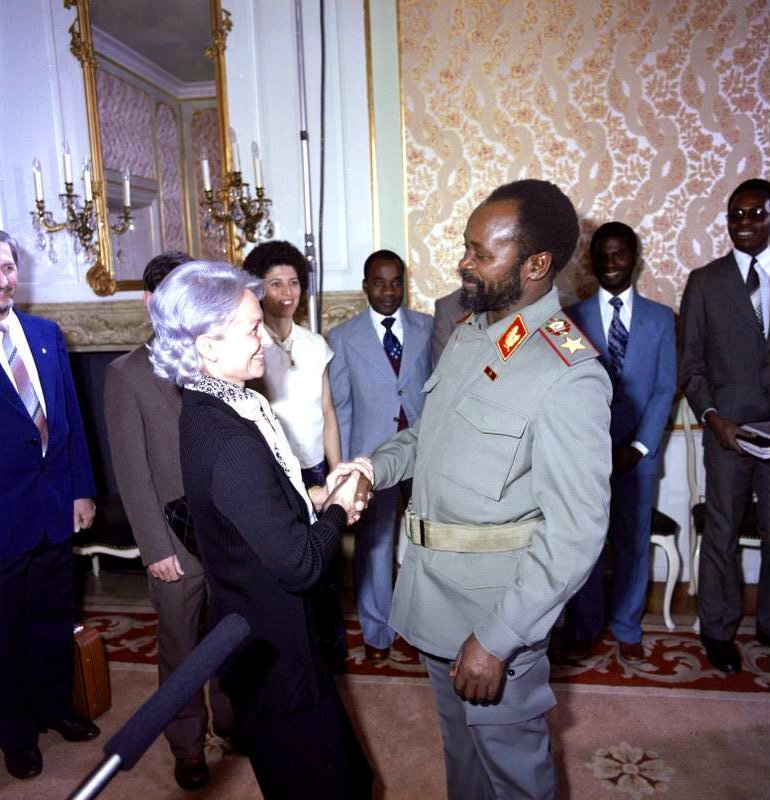
Samora Machel, 1e Mozambikaanse president, bij een ontvangst in Oost-Berlijn

De onderhandelingen leidden tot het uitroepen van de Volksrepubliek Mozambique op 25 juni 1975. In het Lusaka-akkoord werd de macht overgedragen aan FRELIMO, dat zich omvormde tot politieke partij. Samora Machel werd de eerste president van de opgerichte volksrepubliek.

## Gevolgen van de onafhankelijkheid
- Machel wist van Mozambique een eenpartijstaat te maken met FRELIMO als enige toegestane partij. Hij koos voor een socialistische koers.
- Meer dan een miljoen vluchtelingen aan de rand van de steden werden met geweld teruggestuurd naar het platteland, waarbij meer dan 100.000 mensen om het leven kwamen.
- Binnen een jaar keerde bijna de gehele Portugese bevolking — sommigen gedwongen door de nieuwe regering en anderen op de vlucht — terug naar Portugal. De uittocht van de Portugese bevolking was een zware klap voor de economie van Mozambique.
- Reeds in 1975 werd RENAMO (vertaald: Mozambikaans Nationaal Verzet) opgericht, een anti-communistengroep die met hulp van Rhodesië een serie aanslagen op transportroutes, scholen en ziekenhuizen lanceerde. De blanke minderheidsregering van Rhodesië vreesde namelijk dat het nieuwe FRELIMO-regime het ZANU van Robert Mugabe zou steunen om het blanke regime omver te werpen. De oprichting van RENAMO leidde in 1976 tot het uitbreken van de Mozambikaanse Burgeroorlog.
- Na het uitbreken van deze oorlog belandde Mozambique in totale armoede. FRELIMO ging daarom een alliantie aan met Cuba en de Sovjet-Unie. Beide landen zorgden voor internationale hulp.